# Поди (Херцег Нови)
Поди је насеље у општини Херцег Нови у Црној Гори. Према попису из 2003. било је 1199 становника (према попису из 1991. било је 841 становника).

## Демографија
У насељу Поди живи 925 пунолетних становника, а просечна старост становништва износи 36,0 година (36,2 код мушкараца и 35,9 код жена). У насељу има 370 домаћинстава, а просечан број чланова по домаћинству је 3,53.
Становништво у овом насељу веома је хетерогено, а у последња три пописа, примећен је пораст у броју становника.
| Етнички састав према попису из 2003.‍ | Етнички састав према попису из 2003.‍ | Етнички састав према попису из 2003.‍ | Етнички састав према попису из 2003.‍ | Етнички састав према попису из 2003.‍ |
| ------------------------------------ | ------------------------------------ | ------------------------------------ | ------------------------------------ | ------------------------------------ |
|                                      |                                      |                                      |                                      |                                      |
| Срби                                 | Срби                                 |                                      | 688                                  | 57,38%                               |
| Црногорци                            | Црногорци                            |                                      | 253                                  | 21,10%                               |
| Југословени                          | Југословени                          |                                      | 10                                   | 0,83%                                |
| Хрвати                               | Хрвати                               |                                      | 8                                    | 0,66%                                |
| Македонци                            | Македонци                            |                                      | 4                                    | 0,33%                                |
| Словенци                             | Словенци                             |                                      | 2                                    | 0,16%                                |
| Мађари                               | Мађари                               |                                      | 1                                    | 0,08%                                |
| Италијани                            | Италијани                            |                                      | 1                                    | 0,08%                                |
| непознато                            | непознато                            |                                      | 96                                   | 8,00%                                |

| \| \| м \| \| \| ж \| \| ? \| 11 \| \| \| 13 \| \| 80+ \| 12 \| \| \| 13 \| \| 75—79 \| 8 \| \| \| 18 \| \| 70—74 \| 13 \| \| \| 13 \| \| 65—69 \| 16 \| \| \| 20 \| \| 60—64 \| 22 \| \| \| 23 \| \| 55—59 \| 35 \| \| \| 24 \| \| 50—54 \| 58 \| \| \| 54 \| \| 45—49 \| 62 \| \| \| 50 \| \| 40—44 \| 31 \| \| \| 48 \| \| 35—39 \| 35 \| \| \| 30 \| \| 30—34 \| 41 \| \| \| 31 \| \| 25—29 \| 50 \| \| \| 43 \| \| 20—24 \| 48 \| \| \| 57 \| \| 15—19 \| 45 \| \| \| 52 \| \| 10—14 \| 34 \| \| \| 44 \| \| 5—9 \| 39 \| \| \| 39 \| \| 0—4 \| 33 \| \| \| 34 \| \| Просек : \| 31 \| \| \| 11 \| |    |  |  |    |
| |    |  |  |    |
| | м  |  |  | ж  |
| ? | 11 |  |  | 13 |
| 80+ | 12 |  |  | 13 |
| 75—79 | 8  |  |  | 18 |
| 70—74 | 13 |  |  | 13 |
| 65—69 | 16 |  |  | 20 |
| 60—64 | 22 |  |  | 23 |
| 55—59 | 35 |  |  | 24 |
| 50—54 | 58 |  |  | 54 |
| 45—49 | 62 |  |  | 50 |
| 40—44 | 31 |  |  | 48 |
| 35—39 | 35 |  |  | 30 |
| 30—34 | 41 |  |  | 31 |
| 25—29 | 50 |  |  | 43 |
| 20—24 | 48 |  |  | 57 |
| 15—19 | 45 |  |  | 52 |
| 10—14 | 34 |  |  | 44 |
| 5—9 | 39 |  |  | 39 |
| 0—4 | 33 |  |  | 34 |
| Просек : | 31 |  |  | 11 |

| Број домаћинстава према пописима из периода 1948—2003. | Број домаћинстава према пописима из периода 1948—2003. | Број домаћинстава према пописима из периода 1948—2003. | Број домаћинстава према пописима из периода 1948—2003. | Број домаћинстава према пописима из периода 1948—2003. | Број домаћинстава према пописима из периода 1948—2003. | Број домаћинстава према пописима из периода 1948—2003. | Број домаћинстава према пописима из периода 1948—2003. |
| Година пописа                                          | 1948.                                                  | 1953.                                                  | 1961.                                                  | 1971.                                                  | 1981.                                                  | 1991.                                                  | 2003.                                                  |
| ------------------------------------------------------ | ------------------------------------------------------ | ------------------------------------------------------ | ------------------------------------------------------ | ------------------------------------------------------ | ------------------------------------------------------ | ------------------------------------------------------ | ------------------------------------------------------ |
| Број домаћинстава                                      | 74                                                     | 78                                                     | 82                                                     | 111                                                    | 178                                                    | 226                                                    | 340                                                    |

| Број домаћинстава по броју чланова према попису из 2003. | Број домаћинстава по броју чланова према попису из 2003. | Број домаћинстава по броју чланова према попису из 2003. | Број домаћинстава по броју чланова према попису из 2003. | Број домаћинстава по броју чланова према попису из 2003. | Број домаћинстава по броју чланова према попису из 2003. | Број домаћинстава по броју чланова према попису из 2003. | Број домаћинстава по броју чланова према попису из 2003. | Број домаћинстава по броју чланова према попису из 2003. | Број домаћинстава по броју чланова према попису из 2003. | Број домаћинстава по броју чланова према попису из 2003. | Број домаћинстава по броју чланова према попису из 2003. |
| Број чланова                                             | 1                                                        | 2                                                        | 3                                                        | 4                                                        | 5                                                        | 6                                                        | 7                                                        | 8                                                        | 9                                                        | 10 и више                                                | Просек                                                   |
| -------------------------------------------------------- | -------------------------------------------------------- | -------------------------------------------------------- | -------------------------------------------------------- | -------------------------------------------------------- | -------------------------------------------------------- | -------------------------------------------------------- | -------------------------------------------------------- | -------------------------------------------------------- | -------------------------------------------------------- | -------------------------------------------------------- | -------------------------------------------------------- |
| Број домаћинстава                                        | 340                                                      | 46                                                       | 61                                                       | 64                                                       | 79                                                       | 41                                                       | 33                                                       | 11                                                       | 3                                                        | 1                                                        | 1                                                        |

| Пол    | Укупно | Неожењен/Неудата | Ожењен/Удата | Удовац/Удовица | Разведен/Разведена | Непознато |
| ------ | ------ | ---------------- | ------------ | -------------- | ------------------ | --------- |
| Мушки  | 487    | 173              | 282          | 12             | 16                 | 4         |
| Женски | 489    | 133              | 282          | 61             | 9                  | 4         |
| УКУПНО | 976    | 306              | 564          | 73             | 25                 | 8         |

| Пол    | Укупно                    | Пољопривреда, лов и шумарство | Рибарство                            | Вађење руде и камена | Прерађивачка индустрија       |
| ------ | ------------------------- | ----------------------------- | ------------------------------------ | -------------------- | ----------------------------- |
| Мушки  | 228                       | 2                             | 0                                    | 0                    | 32                            |
| Женски | 198                       | 2                             | 0                                    | 0                    | 18                            |
| Укупно | 426                       | 4                             | 0                                    | 0                    | 50                            |
|        |                           |                               |                                      |                      |                               |
| Пол    | Производња и снабдевање   | Грађевинарство                | Трговина                             | Хотели и ресторани   | Саобраћај, складиштење и везе |
| Мушки  | 16                        | 29                            | 34                                   | 19                   | 30                            |
| Женски | 4                         | 2                             | 57                                   | 38                   | 1                             |
| Укупно | 20                        | 31                            | 91                                   | 57                   | 31                            |
|        |                           |                               |                                      |                      |                               |
| Пол    | Финансијско посредовање   | Некретнине                    | Државна управа и одбрана             | Образовање           | Здравствени и социјални рад   |
| Мушки  | 1                         | 1                             | 26                                   | 3                    | 11                            |
| Женски | 2                         | 8                             | 4                                    | 14                   | 28                            |
| Укупно | 3                         | 9                             | 30                                   | 17                   | 39                            |
|        |                           |                               |                                      |                      |                               |
| Пол    | Остале услужне активности | Приватна домаћинства          | Екстериторијалне организације и тела | Непознато            | Непознато                     |
| Мушки  | 9                         | 0                             | 0                                    | 15                   | 15                            |
| Женски | 10                        | 0                             | 0                                    | 10                   | 10                            |
| Укупно | 19                        | 0                             | 0                                    | 25                   | 25                            |